# Constanța Marino-Moscu
Constanța Marino-Moscu (n. 17 aprilie 1875, Agapia, România – d. 20 septembrie 1940, București, România) a fost o prozatoare română.

## Biografie
Fiica Anei Popovici de la Lespezi, Suceava, s-a născut la Filioara-Văratec. Adoptată de noul soț al mamei sale, Panait Marino (rudă cu George Enescu), care era administratorul moșiei Roznovanu, și-a petrecut copilăria la Văratec, la o rudă călugăriță, și la Pașcani.  
Instrucția școlară a început-o la Pașcani, cu o „fraulein Steininger” de la care a luat și lecții de pian, a continuat la Pensionul Dodun de Perires din Iași, apoi a urmat studii muzicale la Paris și la Conservatorul din Viena pe care l-a absolvit în anul 1898. În anul 1894 s-a căsătorit cu avocatul și publicistul Gheorghe C. Moscu, originar din Teleorman, iar împreună au întreprins o serie de călătorii prin țară (Bârlad, Călărași, Ploiești, Turnu Măgurele, București), datorită profesiei acestuia. În anul 1898 au ajuns la Buzău, unde au rămas până în 1929, după unele surse, sau 1932, conform altor surse. La casa din Buzău, situată pe Bulevardul I.C. Brătianu (azi N. Bălcescu), își dădeau întâlnire Hortensia Papadat-Bengescu (aflată și ea la Buzău), Nicolae Grigore Mihăescu-Nigrim, Cincinat Pavelescu, juriști și magistrați.
În anul 1933 a predat lecții de limba franceză la cursurile de la Vălenii de Munte, invitată de Nicolae Iorga, iar în ultimii zece ani din viață a fost directoarea unui azil din Vălenii de Munte, fondat de acesta. Din căsătoria cu Gheorghe Moscu a avut patru copii: Gheorghe (sau George, pianist), Alexandru (pictor), Adina-Paula (pictoriță) și Constantin (decedat de epilepsie în anul 1917).

## Activitatea literară
A debutat ca scriitoare în 1908 cu nuvela „Natalița” în revista literară Viața Românească. Nuvelele sale au avut ca tematică viața de provincie. A mai scris opere memorialistice publicate în „Curentul nou”, „Sburătorul”, „Lectura pentru toți” și „Adevărul literar”. Editorial, a debutat în anul 1911 cu volumul de nuvele Ada Lazu.

### Opere - selecție
- Tulburea (nuvele, 1923)
- Făclii în noapte (schițe și nuvele, 1930)
- Amintirile Caterinei State (1931) - memorialistică
- Din zilele și gândurile mele (1938).- memorialistică
- Rosmarinul (roman)
- Tovărășie (roman)
- Vechiul cântec (piesă de teatru)
- Caietele de însemnări (jurnal)